# André de Passier
André de Passier, né le 5 novembre 1702 à Bonneville (Haute-Savoie) et y décédé le 24 février 1784, fut un enseignant, écrivain et un intendant du duché de Savoie. Il fut membre de la Compagnie de Jésus durant quelques années.

## Biographie
André de Passier est issu d'une famille de Bonneville qui donna plusieurs magistrats et officiers.
Entré chez les Jésuites il enseigne à Dole puis à Lyon. Puis, quittant l'ordre religieux, il étudie le droit à Turin et choisit une carrière dans l'administration où il se fait remarquer par ses capacités de financier en collaborant avec le marquis d'Ormea, qui fut un grand ministre de l'administration piémontaise.
Nommé intendant de la province du Genevois, puis de celle du Faucigny (1771-1776), il meurt à Bonneville en 1784.
Il a rédigé de nombreux mémoires sur la Savoie et le Piémont.